# Leo Funtek
Leo Funtek   (Ljubljana, 21 d'agost de 1885 - Hèlsinki, 13 de gener de 1965) va ser un violinista, director d'orquestra i arranjador eslovè. És més conegut pel seu treball com a professor de música i pel seu arranjament de 1922 de la suite per a piano Pictures en una exposició de Modest Mussorgsky.
Funtek va néixer a Ljubljana, Eslovènia. Va rebre la seva formació musical al Conservatori de Leipzig (ara el Col·legi de Música i Teatre Felix Mendelssohn) i a la Universitat de Leipzig.
Funtek va passar la major part de la seva vida laboral a Finlàndia, on va ser director de l'Òpera finlandesa. Va ser concert de l'Orquestra Filharmònica de Hèlsinki del 1906 al 1909, i després va ser director d'orquestra de l'orquestra Viipuri del 1909 al 1910. El seu paper més destacat com a músic practicant va ser com a director de l'Òpera finlandesa del 1915 al 1959. També va exercir com a ajudant de concert per a l'orquestra de la cort d'Estocolm del 1916 al 1919.
A més de la seva feina com a músic practicant, Funtek era acadèmic. El seu primer lloc va ser del 1911 al 1939, a l'Institut de Música de Hèlsinki (actual Acadèmia Sibelius), on va ensenyar violí, conjunt i orquestració. Més tard va ensenyar a l'Acadèmia Sibelius a Hèlsinki, on va ser professor de violí des de 1939 fins a 1955, i on també va impartir la classe de direcció des de 1950 fins a 1955. Se li atribueix la introducció de la formació orquestral a la classe de direcció. Entre els estudiants de Funtek hi havia Jorma Panula, que ell mateix es va convertir en un dels principals professors de direcció; així com Helvi Leiviskä (1902-1982) i Heidi Sundblad-Halme (1903-1973), dues de les dones més destacades de Finlàndia; i el compositor Usko Meriläinen.
Com a arranjador, Funtek és sobretot conegut pel seu arranjament orquestral de Pictures at a Exhibition, que va publicar el juliol de 1922, pocs mesos abans d'una orquestració del compositor francès Maurice Ravel, del projecte del qual Funtek no semblava ser conscient. L'orquestració de Ravel es va estrenar l'octubre de 1922, i és ara amb diferència la més interpretada de les diverses orquestracions de la suite. En contrast amb altres orquestracions, la de Funtek s'adhereix estretament a la versió original de piano de Mussorgsky.
Funtek estava casat amb la soprano finlandesa Ingeborg Liljeblad. Va morir a Hèlsinki.